# Liste der Mitglieder der National Academy of Sciences/1903
Im Jahr 1903 wählte die National Academy of Sciences der Vereinigten Staaten 15 Personen zu ihren Mitgliedern.

## Neugewählte Mitglieder
- Oskar Backlund (1846–1916)
- Waldemar Brogger (1851–1940)
- Thomas C. Chamberlin (1843–1928)
- Robert Koch (1843–1910)
- E. Ray Lankester (1847–1929)
- Étienne-Jules Marey (1830–1904)
- Edward L. Mark (1847–1946)
- Dimitri I. Mendeleeff (1834–1907)
- Wilhelm Pfeffer (1845–1920)
- Emile Picard (1856–1941)
- Joseph J. Thomson (1856–1940)
- Hermann Vogel (1841–1907)
- A. G. Webster (1863–1923)
- Horace Lemuel Wells (1855–1924)
- Ferdinand Zirkel (1838–1912)